# Radikal 83
Radikal 83 mit der Bedeutung „Sippe“ ist eines von 34 der 214 traditionellen Radikale der chinesischen Schrift, die mit vier Strichen geschrieben werden.
Das Radikal „Sippe“ nimmt nur in der Langzeichen-Liste traditioneller Radikale, die aus 214 Radikalen besteht, die 83. Position ein. In modernen Kurzzeichen-Wörterbüchern kann es sich an ganz anderer Stelle finden. Im Neuen chinesisch-deutschen Wörterbuch aus der Volksrepublik China steht es zum Beispiel an 122. Stelle.
Das Piktogramm zeigt eine auf dem Wasser schwimmende Pflanze, die wächst und sich verzweigt wie die Seerosen. 

## Schriftzeichenverbindungen, die vom Radikal 83 regiert werden
| Striche | Zeichen |
| ------- | ------- |
| +0      | 氏      |
| +01     | 氐民    |
| +02     | 氒      |
| +04     | 氓      |

 Im Unicodeblock Kangxi-Radikale ist das Radikal 83 unter der Codepointnummer 12.114 (U+2F52) codiert.